# Verona Murphy
Verona Murphy, née en 1971 à Ramsgrange dans le comté de Wexford, est une femme politique indépendante irlandaise, Ceann Comhairle du Dáil Éireann depuis décembre 2024, et Teachta Dála (TD) pour la circonscription de Wexford depuis février 2020. Murphy travaille dans le transport routier de marchandises avant de se présenter sans succès, en tant que candidate du Fine Gael, à l'élection partielle du Dáil à Wexford en 2019. Faute d'une sélection par le Fine Gael, elle se présentée et est élue en tant que députée indépendante aux élections générales de 2020 et 2024.

## Biographie
Issue d'une famille de 11 enfants, Murphy nait et grandit à Ramsgrange avec des parents agriculteurs et marchands de bétail. Elle abandonne l'école à 15 ans pour travailler, avant de s'installer en Angleterre, où elle travaille dans une usine de Vauxhall Motors le jour et dans une franchise de McDonald's la nuit,.
De retour en Irlande, elle achète son premier camion et sa première remorque à l'âge de 21 ans, puis reprend ses études, passe son Leaving Certificate à 35 ans et obtient une licence en droit à l'Institute of Technology de Carlow.
Murphy dirige une entreprise de transport, Drumur Transport, avec son partenaire Joseph Druhan. L'entreprise ferme en 2021. Elle est élue présidente de l'Irish Road Haulage Association en 2015, la deuxième femme à occuper ce poste. En 2018, le Workplace Relations Committee statue contre Murphy, estimant qu'elle avait pénalisé une employée de bureau d'une soixantaine d'années qui avait soulevé des allégations d'intimidation à son encontre, dans son rôle de présidente de l'Irish Road Haulage Association. Le WRC ordonne à l'IRHA de verser 20 000 € de compensation à la plaignante. Après son élection au Dáil, Murphy se retire de la présidence de l'association. 
Verona Murphy a un enfant, une fille qu'elle a eue à l'âge de 22 ans.

## Carrière politique

### Ceann Comhairle
Le 18 décembre 2024, elle est élue au poste de Ceann Comhairle du 34e Dáil. Elle est la première femme à occuper cette fonction,.